# 34784 Lukelong
34784 Lukelong este o planetă minoră (asteroid), cu un diametru de 2,629 km, din centura de asteroizi. A fost descoperită pe 10 septembrie 2001 la Experimental Test Site⁠(d) de Lincoln Near-Earth Asteroid Research. 
Obiectul prezintă o orbită caracterizată de o semiaxă mare de 2,3946765 UAi, o excentricitate de 0,15, o înclinație de 7,65433 ° în raport cu ecliptica.